# 현대얼터너티브
현대얼터너티브(Hyundai Alternative)는 현대자동차그룹 소속 금융사다. 사업 분야는 크게 부동산실물투자, 사모펀드대출, NPL로 나뉜다.
1. ↑  “현대차그룹의 다섯번째 금융사 '현대얼터너티브' 출범”.